# San Didero
San Didèro (San Didé in piemontese, Sen Didé in francoprovenzale, Saint-Didier in francese) è un comune italiano di 492 abitanti della città metropolitana di Torino in Piemonte.

## Geografia fisica
San Didero si trova in val di Susa, in sinistra idrografica della Dora Riparia.

## Storia
Il suo nome deriva dall'Ecclesia Sancti Desiderii, ossia "chiesa di San Desiderio". Secondo un testo sul Regno dei Cozii, in epoca romana poteva trovarsi in questa zona la stazione di sosta detta Mutatio ad Duodecimum della via Cozia, citata dall'Itinerarium burdigalense. Il paese è stato un feudo sotto il dominio di diverse famiglie nobili della zona, tra cui i Bertrandi e i Grosso di Bruzolo.

### Simboli
Lo stemma del Comune è così composto: «al centro la casaforte medioevale, alla base un cesto comprendente un grappolo d'uva, ricci con castagne e due spighe di grano che fuoriescono dal cesto arrampicandosi lungo le fiancate della struttura a testimonianza della pregnante cultura agricola». Il gonfalone è costituito da un drappo di colore giallo.

## Monumenti e luoghi d'interesse

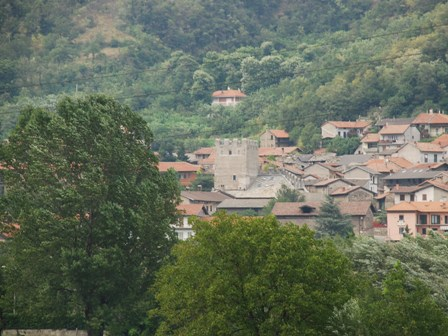
La casaforte vista da sud

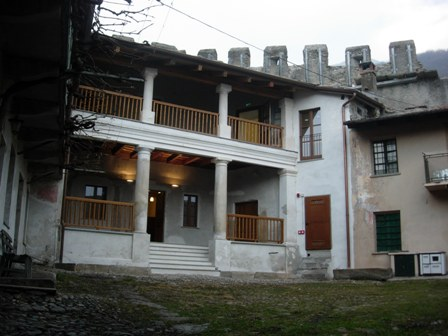
Ingresso alla casaforte

### La chiesa di San Desiderio
Il paese è dominato dalla chiesa di San Desiderio, una delle poche in valle di Susa a mantenere il profilo esterno risalente al Medioevo. A navata unica, presenta sui lati monofore in pietra da taglio di semplice fattura.

### La casaforte
Sul pendio sul quale sorge il paese si trova la medioevale casaforte di San Didero, una delle poche struttura di questo tipo di proprietà pubblica nella bassa Valle di Susa e per la quale il Comune sta portando avanti un progetto di restauro e rifunzionalizzazione come bed & breakfast.

### La Via Francigena
Per San Didero passa la Via Francigena, ramo del Moncenisio.

## Società

### Evoluzione demografica
Abitanti censiti

### Etnie e minoranze straniere
Secondo i dati ISTAT al 31 dicembre 2009 la popolazione straniera residente era di 17 persone.

## Amministrazione

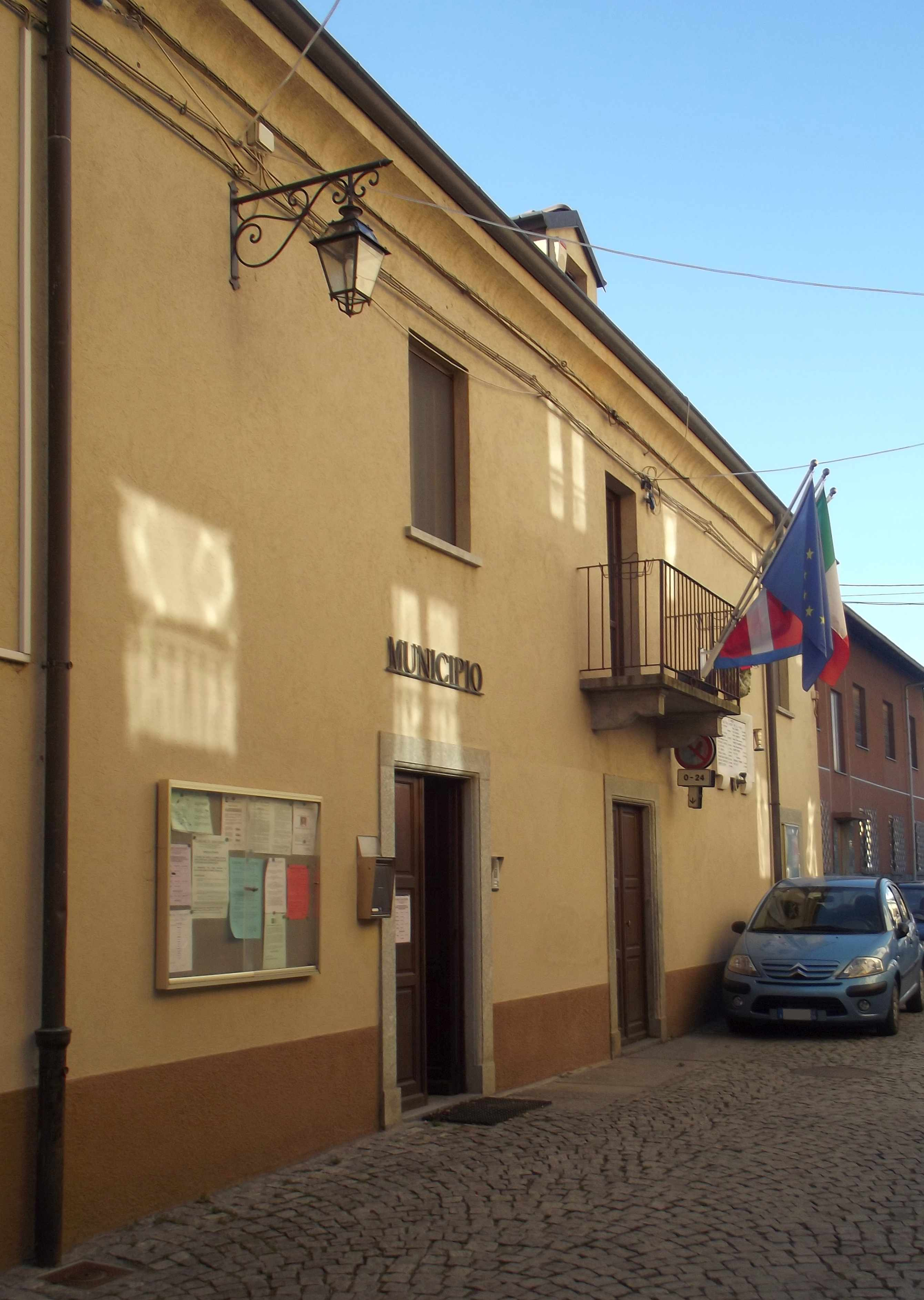
Il municipio

| Periodo | Periodo   | Primo cittadino  | Partito        | Carica  | Note        |
| ------- | --------- | ---------------- | -------------- | ------- | ----------- |
| 2004    | 2009      | Loredana Bellone | centrosinistra | Sindaco |             |
| 2009    | 2014      | Loredana Bellone | centrosinistra | Sindaco | II mandato  |
| 2014    | 2019      | Loredana Bellone | lista civica   | Sindaco | III mandato |
| 2019    | in carica | Sergio Lampo     | lista civica   | Sindaco |             |

### Altre informazioni amministrative
Il comune faceva parte della Comunità montana Valle Susa e Val Sangone.